# Club Natación Madrid Moscardó
El Club Natación Madrid Moscardó es un club de deportes acuáticos, fundado en 1958 en Madrid, España.

## Historia
El Club Natación Madrid Moscardó nació en el año 1958 con el nombre de Club Natación Moscardó de la unión de grupo de 15 nadadores procedentes del extinguido CN Usera. Todos ellos eran vecinos del barrio de Moscardó y se iniciaron en la natación en la Piscina Municipal del mismo nombre que se inauguró también ese año.
Precisamente este Centro Deportivo Municipal Moscardó fue cedido al Club por el Ayuntamiento de Madrid en 1993 para que gestionara el servicio público deportivo. Esta fórmula ha resultado muy efectiva, por cuanto la gestión ha supuesto un importante ahorro para el Ayuntamiento y los madrileños, es más cercana al ciudadano y proporciona al club una herramienta idónea para mejorar la preparación de sus deportistas.
Es por ello que, aunque fueron numerosos los éxitos de sus deportistas a lo largo de su historia, los resultados no son comparables a los que se han ido obteniendo una vez que el club toma las riendas del CDM Piscina Moscardó. Desde entonces la progresión ha sido constante hasta llegar a su culminación en las dos últimas temporadas.
El primer entrenador, Jose Luis Hoys pionero y técnico que creó escuela, reconocido por la Asociación Española de técnicos de natación que en su reconocimiento instauró el premio a la promoción deportiva.
En la temporada 63-64, el equipo de natación femenino del club obtuvo un importante éxito al conseguir el Campeonato de España con un extraordinario grupo de nadadoras
Actualmente en el club hay 295 deportistas que pertenecen al selecto grupo de competición tanto de natación como de waterpolo, pero bajo su supervisión está un gran escuela de natación con otros 1.150 niños y 635 adultos, sin olvidar los 810 adultos que practican regularmente otras actividades.
El club cuenta con equipos de waterpolo en la División de Honor femenina, que finalizó en tercera posición en la temporada 2012/13 y en Primera División masculina. El club está presente en todas las categorías. Actualmente en waterpolo el equipo infantil es Campeón de España y terceros en categoría cadete y juvenil femenina.
En natación los equipos masculino y femenino absolutos están encuadrados en la División de Honor, logro del que solo pueden presumir otros cinco clubes en España. En el último Campeonato de España absoluto de verano se certificó el buen momento de la natación con el 4º puesto en la clasificación por clubes tanto en hombres como en mujeres.
Al igual que en el waterpolo, la cantera sigue los pasos de los mayores. Así el equipo infantil femenino de natación ha sido Campeón de España en las dos últimas temporadas.
Hemos hablado de equipos pero no podemos olvidar las individualidades por su aportación a la Selección Nacional. Laura López, subcampeona olímpica de waterpolo en Londres 2012, es la deportista más laureada del club. A este medalla de plata sumó el título conseguido en el último Campeonato del Mundo celebrado en Barcelona 2013, donde también le acompañó otra deportista del club, Patricia Herrera. Esta última ya había sido campeona del mundo Junior en 2011.
Siguiendo con el waterpolo, Claudia Abad fue bronce en el Europeo junior de 2011 y Mar Pastor subcampeona del mundo junior en 2013. Este año, las también jugadores del equipo de división de honor, Ana Sabugal y Marta Mota, alcanzaron el subcampeonato de Europa juvenil.
Por lo que respecta a la natación, tenemos que destacar a la canterana Irene Andrea y sobre todo a Patricia Castro, Campeona de España en numerosas ocasiones y también olímpica en Londres 2012 que forma parte desde hace varios años del relevo más exitoso de la natación Española.
También contamos en categoría masculina con el campeón de España de braza Hector Monteagudo y jóvenes valores como José Manuel Valdivia y Juan Antonio Segura, subcampeones de España en mariposa y espalda y medallistas en los Juegos del Mediterráneo de Mersin 2013.
Por último en natación adaptada, Omar Font, es Campeón y plusmarquista de España en varias pruebas
En la temporada 2009-10 el equipo femenino de waterpolo participa en la división de honor de waterpolo femenino.
Laura López integrante del club consiguió la medalla de plata en waterpolo en los Juegos Olímpicos de Londres 2012.